# Nazionalismo azero

Bandiera dell'Azerbaigian

Il nazionalismo azero (in azero: Azərbaycan milliyətçiliyi), indicato anche come azerbaigianismo (in azero Azərbaycançılıq), iniziò come un movimento culturale tra gli intellettuali azeri all'interno dell'Impero russo durante la seconda metà del XIX secolo. Sebbene inizialmente di natura culturale, in seguito si sviluppò ulteriormente in un'ideologia politica che culminò con l'istituzione della Repubblica Democratica dell'Azerbaigian nel 1918.
Rispetto al nazionalismo armeno e georgiano, questo tipo di nazionalismo specificamente etnico si è sviluppato piuttosto lentamente tra gli azeri, in parte a causa della loro autoidentificazione come parte del più ampio mondo musulmano rispetto alla singola nazione etnoculturale.
In seguito al conflitto del Nagorno-Karabakh e alla sua dichiarazione di indipendenza nel 1991, tuttavia, l'Azerbaigian ha assistito all'ascesa di un nazionalismo azero particolarmente forte, che comprendono varie tipicità legate al pannazionalismo e all'irredentismo.

## Territorio
Le rivendicazioni irredentiste dei nazionalisti azeri cercherebbero principalmente di incorporare vaste sezioni dell'Iran e parti di Armenia, Russia, Georgia e Turchia all'interno di un proposto territorio allargato noto come Grande Azerbaigian. L'Iran ospita un numero maggiore di azeri etnici rispetto alla nazione indipendente dell'Azerbaigian, e prima dell'istituzione della Repubblica Democratica dell'Azerbaigian nel 1918 il nome "Azerbaigian" era usato esclusivamente per identificare la regione adiacente dell'Iran nordoccidentale contemporaneo.
La coscienza azera è anche centrale per una più ampia cooperazione con le popolazioni etnicamente affiliate attraverso il panturchismo.

## Conflitto del Nagorno-Karabakh
Durante l'era sovietica, armeni e azeri coesistevano in modo relativamente pacifico. Quando, alla fine degli anni '80, scoppiò il conflitto sul Nagorno Karabakh, la situazione cambiò radicalmente. La sconfitta dell'Azerbaigian nella prima guerra del Nagorno Karabakh (1992-1994) diede vita a quello che lo storico Ronald Grigor Suny ha descritto come un "nazionalismo reattivo": "qualcosa che è stato generato e plasmato in quel conflitto" nella popolazione che, dopo il crollo sovietico, la società civile era praticamente inesistente, il senso nazionale di sé debole e dove si è sviluppato un "nazionalismo rabbioso e piuttosto duro diretto specificamente contro gli armeni, e creato dall'ostilità anti-armena".
Dal 1998, l'Armenia ha iniziato ad accusare l'Azerbaigian di intraprendere una campagna di distruzione di un cimitero di khachkar armeni finemente scolpiti posto nella Repubblica Autonoma di Naxçıvan. Il 30 maggio 2006, l'Azerbaigian ha vietato al Parlamento europeo di ispezionare ed esaminare l'antico luogo di sepoltura.

### Storiografia
Durante l'era sovietica, un certo numero di studiosi azeri cercarono di costruire un passato nazionale esaminando i piccoli regni e principati che furono fondati sul territorio della moderna repubblica dell'Azerbaigian durante il periodo medievale. Ziya Bunyadov e Farida Mammadova hanno entrambi sostenuto nelle loro prime pubblicazioni che i leader e gli abitanti dell'Albania caucasica, uno stato fondato nel II secolo a.C., erano i diretti antenati dei moderni azeri, stabilendo così l'indigeneità di questi ultimi nel Nagorno-Karabakh. Nel processo, gli armeni che abitavano nel Caucaso meridionale sono stati eliminati del tutto dalla narrazione, con gli storici azeri che attribuirono un'origine albanese a quasi tutti i manufatti armeni, i monasteri, le chiese e altri monumenti nel Nagorno-Karabakh e nella vicina regione di Naxçıvan. Molte fonti scritte armene di epoca medievale, e persino resoconti di viaggiatori di stranieri in visita nella regione, che sono stati pubblicati in Azerbaigian hanno completamente omesso il nome "Armenia" e "Armeno" o li hanno sostituiti con l'Albania. Negli anni successivi al crollo sovietico e alla fine della prima guerra nel 1994, l'Azerbaigian ha adottato e amplificato la tesi albanese e continua a diffonderla in libri, opuscoli e altre forme di media sponsorizzati dallo Stato.
La maggior parte degli studiosi respinge la tesi, sostenendo che si basa su una lettura e un'interpretazione in gran parte dubbia delle fonti primarie. Ohannes Geukjian ha scritto che, per gli storici azeri, "il passato etnico era importante per legittimare le loro attuali pretese sul Karabakh. Senza un passato etnico ben consolidato, sarebbe difficile mobilitare la comunità per scopi politici."